# Ursula Männle
Ursula Männle (Ludwigshafen, 7 janvier 1944) est une femme politique allemande. Elle est membre de l’Union chrétienne-sociale en Bavière.

## Biographie
Elle a été Ministre des Affaires fédérales et européennes pour le cabinet Stoiber II.